# Ecuación de Langevin
En física, la ecuación de Langevin (llamada así por Paul Langevin) es una ecuación diferencial estocástica que describe la evolución temporal de un subconjunto de los grados de libertad. Estos grados de libertad son típicamente variables colectivas (macroscópicas) que cambian solo lentamente en comparación con las otras variables (microscópicas) del sistema. Las variables rápidas (microscópicas) son responsables de la naturaleza estocástica de la ecuación de Langevin.

## Movimiento browniano como prototipo
La ecuación original de Langevin describe el movimiento browniano, el movimiento aparentemente aleatorio de una partícula en un fluido debido a las colisiones con las moléculas del fluido:
{\displaystyle m{\frac {d^{2}\mathbf {x} }{dt^{2}}}=-\lambda {\frac {d\mathbf {x} }{dt}}+{\boldsymbol {\eta }}\left(t\right).}
El grado de libertad de interés aquí es la posición  {\displaystyle \mathbf {x} }  de la partícula, {\displaystyle m} denota la masa de la partícula. La fuerza que actúa sobre la partícula se escribe como la suma de una fuerza viscosa proporcional a la velocidad de la partícula (ley de Stokes), y un término de ruido  {\displaystyle {\boldsymbol {\eta }}\left(t\right)} el nombre dado en contextos físicos a términos en ecuaciones diferenciales estocásticas (procesos estocásticos) que representan el efecto de las colisiones con las moléculas del fluido. La fuerza  {\displaystyle {\boldsymbol {\eta }}\left(t\right)} tiene una distribución de probabilidad gaussiana con función de correlación 
{\displaystyle \left\langle \eta _{i}\left(t\right)\eta _{j}\left(t^{\prime }\right)\right\rangle =2\lambda k_{B}T\delta _{i,j}\delta \left(t-t^{\prime }\right),}
donde {\displaystyle k_{B}}es la constante de Boltzmann, {\displaystyle T} es la temperatura y {\displaystyle \eta _{i}\left(t\right)}es el componente i del vector  {\displaystyle {\boldsymbol {\eta }}\left(t\right)}. La forma de la δ-función corre de las correlaciones en el tiempo significa que se supone que la fuerza en un momento {\displaystyle t} no está correlacionada completamente con ella en ningún otro momento. Esto es una aproximación; la fuerza aleatoria real tiene un tiempo de correlación distinto de cero correspondiente al tiempo de colisión de las moléculas. Sin embargo, la ecuación de Langevin se usa para describir el movimiento de una partícula "macroscópica" en una escala de tiempo mucho más larga, y en este límite la correlación {\displaystyle \delta }y la ecuación de Langevin se vuelven exactas. 
Otra característica prototípica de la ecuación de Langevin es la ocurrencia del coeficiente de amortiguamiento {\displaystyle \lambda } en la función de correlación de la fuerza aleatoria, un hecho también conocido como relación de Einstein.

## Aspectos matemáticos
Una fuerza fluctuante correlacionada {\displaystyle \delta }estrictamente {\displaystyle {\boldsymbol {\eta }}\left(t\right)} no es una función en el sentido matemático habitual e incluso la derivada {\displaystyle d\mathbf {x} /dt} no está definida en este límite. La ecuación de Langevin en su forma actual requiere una interpretación basada en la Integral de Itō.

## Ecuación de Langevin genérica
Existe una derivación formal de una ecuación de Langevin genérica de la mecánica clásica. Esta ecuación genérica juega un papel central en la teoría de la dinámica crítica y en otras áreas de la mecánica estadística sin equilibrio. La ecuación para el movimiento browniano anterior es un caso especial.
Una condición esencial de la derivación es un criterio que divide los grados de libertad en categorías lentas y rápidas. Por ejemplo, el equilibrio termodinámico local en un líquido se alcanza dentro de unos pocos tiempos de colisión. Pero las densidades de cantidades conservadas, como la masa y la energía, tardan mucho más tiempo en relajarse hasta alcanzar el equilibrio. Las densidades de cantidades conservadas, y en particular sus componentes de longitud de onda larga, son, por tanto, candidatos de variable lenta. Técnicamente esta división se realiza con el operador de proyección Zwanzig, la herramienta esencial en la derivación. La derivación no es completamente rigurosa porque se basa en suposiciones (plausibles) similares a las suposiciones requeridas en otros lugares en la mecánica estadística básica.
Deje que {\displaystyle A=\{A_{i}\}}denota las variables lentas. La ecuación de Langevin genérica entonces lee  
{\displaystyle {\frac {dA_{i}}{dt}}=k_{B}T\sum \limits _{j}{\left[{A_{i},A_{j}}\right]{\frac {{d}{\mathcal {H}}}{dA_{j}}}}-\sum \limits _{j}{\lambda _{i,j}\left(A\right){\frac {d{\mathcal {H}}}{dA_{j}}}+}\sum \limits _{j}{\frac {d{\lambda _{i,j}\left(A\right)}}{dA_{j}}}+\eta _{i}\left(t\right).}
La fuerza fluctuante {\displaystyle \eta _{i}\left(t\right)}obedece a una distribución de probabilidad gaussiana con función de correlación 
{\displaystyle \left\langle {\eta _{i}\left(t\right)\eta _{j}\left(t^{\prime }\right)}\right\rangle =2\lambda _{i,j}\left(A\right)\delta \left(t-t^{\prime }\right).}
Esto implica la relación de reciprocidad de Onsager {\displaystyle \lambda _{i,j}=\lambda _{j,i}} para los coeficientes de amortiguamiento {\displaystyle \lambda }. La dependencia {\displaystyle d\lambda _{i,j}/dA_{j}} de {\displaystyle \lambda } en {\displaystyle A} es despreciable en la mayoría de los casos. El símbolo \{\displaystyle {\mathcal {H}}=-\ln \left(p_{0}\right)} denota el Hamiltoniano del sistema, donde {\displaystyle p_{0}\left(A\right)} es la distribución de probabilidad de equilibrio de las variables {\displaystyle A}. Finalmente, {\displaystyle [A_{i},A_{j}]}es la proyección del corchete de Poisson de las variables lentas {\displaystyle A_{i}} y {\displaystyle A_{j}} en el espacio de lento variables.
En el caso de movimiento browniano, uno tendría {\displaystyle {\mathcal {H}}=\mathbf {p} ^{2}/\left(2mk_{B}T\right)}, {\displaystyle A=\{\mathbf {p} \}} o {\displaystyle A=\{\mathbf {x} ,\mathbf {p} \}}y{\displaystyle [x_{i},p_{j}]=\delta _{i,j}}. La ecuación de movimiento {\displaystyle d\mathbf {x} /dt=\mathbf {p} /m}  para  {\displaystyle \mathbf {x} }  es exacta, no hay una fuerza fluctuante {\displaystyle \eta _{x}} y no coeficiente de amortiguamiento {\displaystyle \lambda _{x,p}}

## Ejemplos

Retrato de fase de un oscilador armónico que muestra la propagación debido a la ecuación de Langevin.

### Oscilador armónico en un fluido
Un oscilador armónico no ideal se ve afectado por alguna forma de amortiguación, a partir de la cual se sigue a través del teorema de fluctuación-disipación de que debe haber algunas fluctuaciones en el sistema. El diagrama a la derecha muestra un retrato de la fase de la evolución temporal del momento, {\displaystyle p=mv}, vs. position, {\displaystyle r} de un oscilador armónico. El movimiento determinista seguiría a lo largo de las trayectorias elipsoidales que no pueden cruzarse entre sí sin cambiar la energía. La presencia de alguna forma de amortiguación, por ej. un entorno de fluido molecular (representado por los términos de difusión y amortiguación), agrega y elimina continuamente la energía cinética del sistema, lo que hace que se extienda un conjunto inicial de osciladores estocásticos (círculos de puntos), que finalmente alcanzan el equilibrio térmico.

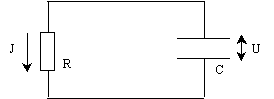
Un circuito eléctrico que consta de una resistencia y un condensador

### Ruido térmico en una resistencia eléctrica
Existe una estrecha analogía entre la partícula Brownian paradigmática discutida anteriormente y el ruido de Johnson, el voltaje eléctrico generado por las fluctuaciones térmicas en cada resistencia. El diagrama a la derecha muestra un circuito eléctrico que consiste en una resistencia R y una capacitancia C. La variable lenta es la tensión U entre los extremos de la resistencia. El hamiltoniano lee {\displaystyle {\mathcal {H}}=E/k_{B}T=CU^{2}/(2k_{B}T)}, y la ecuación de Langevin se convierte en
{\displaystyle {\frac {dU}{dt}}=-{\frac {U}{RC}}+\eta \left(t\right),\;\;\left\langle \eta \left(t\right)\eta \left(t^{\prime }\right)\right\rangle ={\frac {2k_{B}T}{RC^{2}}}\delta \left(t-t^{\prime }\right).}
Esta ecuación se puede utilizar para determinar la función de correlación
{\displaystyle \left\langle U\left(t\right)U\left(t^{\prime }\right)\right\rangle =\left(k_{B}T/C\right)\exp \left(-\left\vert t-t^{\prime }\right\vert /RC\right)\approx 2Rk_{B}T\delta \left(t-t^{\prime }\right),}
que se convierte en un ruido blanco (ruido de Johnson) cuando la capacitancia C se vuelve despreciablemente pequeña.

### Dinámica crítica
La dinámica del parámetro de orden {\displaystyle \varphi } de una transición de fase de segundo orden se ralentiza cerca del punto crítico y se puede describir con una ecuación de Langevin. El caso más simple es la clase de universalidad "modelo A" con un parámetro de orden escalar no conservado, realizado, por ejemplo, en ferromagnetos axiales,
{\displaystyle {\begin{aligned}{\frac {\partial \varphi \left(\mathbf {x} ,t\right)}{\partial t}}&=-\lambda {\frac {\delta {\mathcal {H}}}{\delta \varphi }}+\eta \left(\mathbf {x} ,t\right),\\{\mathcal {H}}&=\int d^{d}x\left\{{\frac {1}{2}}\varphi \left[r_{0}-\nabla ^{2}\right]\varphi +u\varphi ^{4}\right\},\\\left\langle \eta \left(\mathbf {x} ,t\right)\eta \left(\mathbf {x} ',t'\right)\right\rangle &=2\lambda \delta \left(\mathbf {x} -\mathbf {x} '\right)\delta \left(t-t'\right).\end{aligned}}}
Otras clases de universalidad (la nomenclatura es "modelo A", ..., "modelo J") contienen un parámetro de orden de difusión, parámetros de orden con varios componentes, otras variables críticas y/o contribuciones de los corchetes de Poisson.

### Recuperando las estadísticas de Boltzmann
Las ecuaciones de Langevin deben reproducir la distribución de Boltzmann. El movimiento browniano sobredimensionado unidimensional es un ejemplo instructivo. El caso sobredimensionado se realiza cuando la inercia de la partícula es despreciable en comparación con la fuerza de amortiguación. La trayectoria {\displaystyle x(t)} de la partícula en un potencial {\displaystyle V(x)} se describe mediante la ecuación de Langevin:
{\displaystyle \lambda {\frac {dx}{dt}}=-{\frac {\partial V(x)}{\partial x}}+\eta (t),}
donde el ruido se caracteriza por {\displaystyle \left\langle \eta (t)\eta (t')\right\rangle =2k_{B}T\lambda \delta (t-t')} y {\displaystyle \lambda } es la constante de amortiguamiento. Nos gustaría calcular la distribución  {\displaystyle p(x)} de la posición de la partícula en el transcurso del tiempo. Una forma directa de determinar esta distribución es introducir una función de prueba {\displaystyle f}, y observar el promedio de esta función en todas las realizaciones (promedio del conjunto)  
{\displaystyle \lambda {\frac {d\left\langle f(x(t))\right\rangle }{dt}}=\left\langle f'(x(t))\lambda {\frac {dx}{dt}}\right\rangle =\left\langle -f'(x(t)){\frac {\partial V}{\partial x}}+f'(x(t))\eta (t)\right\rangle .}
Si {\displaystyle x(t)} permanece finito, entonces esta cantidad es nula. Además, utilizando la interpretación de Stratonovich, podemos deshacernos de la eta en el segundo término para terminar con
{\displaystyle \left\langle -f'(x){\frac {\partial V}{\partial x}}+k_{B}Tf''(x)\right\rangle =0,}
donde hacemos uso de la función de densidad de probabilidad {\displaystyle p(x)}. Esto se hace calculando explícitamente el promedio, 
{\displaystyle \int \left(-f'(x){\frac {\partial V}{\partial x}}p(x)+{k_{B}T}f''(x)p(x)\right)dx=\int \left(-f'(x){\frac {\partial V}{\partial x}}p(x)-{k_{B}T}f'(x)p'(x)\right)dx=0,}
donde el segundo término estaba integrado por partes (de ahí el signo negativo). Como esto es cierto para funciones arbitrarias {\displaystyle f}, debemos tener: 
{\displaystyle {\frac {\partial V}{\partial x}}p(x)+{k_{B}T}p'(x)=0,}
recuperando así la distribución de Boltzmann.
{\displaystyle p(x)\propto \exp \left({-{\frac {V(x)}{k_{B}T}}}\right).}

## Técnicas equivalentes
La solución de una ecuación de Langevin para una realización particular de la fuerza fluctuante no tiene ningún interés por sí misma, lo que sí interesa son las funciones de correlación de las variables lentas después de promediar la fuerza fluctuante. Dichas funciones de correlación también pueden determinarse con otras técnicas (equivalentes).

### Ecuación de Fokker Planck
Una ecuación de Fokker-Planck es una ecuación determinística para la densidad de probabilidad dependiente del tiempo {\displaystyle P\left(A,t\right)} de las variables estocásticas {\displaystyle A}. La ecuación de Fokker-Planck correspondiente a la ecuación de Langevin genérica anterior se puede derivar con técnicas estándar.
{\displaystyle {\frac {\partial P\left(A,t\right)}{\partial t}}=\sum _{i,j}{\frac {\partial }{\partial A_{i}}}\left(-k_{B}T\left[A_{i},A_{j}\right]{\frac {\partial {\mathcal {H}}}{\partial A_{j}}}+\lambda _{i,j}{\frac {\partial {\mathcal {H}}}{\partial A_{j}}}+\lambda _{i,j}{\frac {\partial }{\partial A_{j}}}\right)P\left(A,t\right).}
La distribución de equilibrio {\displaystyle P(A)=p_{0}(A)={\text{const}}\times \exp(-{\mathcal {H}})} es una solución estacionaria.

### Integral de caminos
Se puede obtener una integral de trayectoria equivalente a una ecuación de Langevin a partir de la ecuación de Fokker-Planck correspondiente o transformando la distribución de probabilidad gaussiana {\displaystyle P^{(\eta )}(\eta )d\eta } de la fuerza fluctuante {\displaystyle \eta }a una distribución de probabilidad de las variables lentas, esquemáticamente {\displaystyle P(A)dA=P^{(\eta )}(\eta (A))\det(d\eta /dA)dA}. El determinante funcional y las sutilezas matemáticas asociadas se eliminan si la ecuación de Langevin se discretiza de manera natural (causal), donde {\displaystyle A(t+\Delta t)-A(t)}depende de {\displaystyle A(t)} pero no en {\displaystyle A(t+\Delta t)}. Resulta conveniente introducir variables de respuesta auxiliares {\displaystyle {\tilde {A}}}. La integral de trayectoria equivalente a la ecuación de Langevin genérica se lee
{\displaystyle \int P(A,{\tilde {A}})\,dA\,d{\tilde {A}}=N\int \exp \left(L(A,{\tilde {A}})\right)dA\,d{\tilde {A}},}
donde {\displaystyle N}es un factor de normalización y
{\displaystyle L(A,{\tilde {A}})=\int \sum _{i,j}\left\{{\tilde {A}}_{i}\lambda _{i,j}{\tilde {A}}_{j}-{\widetilde {A}}_{i}\left\{\delta _{i,j}{\frac {dA_{j}}{dt}}-k_{B}T\left[A_{i},A_{j}\right]{\frac {d{\mathcal {H}}}{dA_{j}}}+\lambda _{i,j}{\frac {d{\mathcal {H}}}{dA_{j}}}-{\frac {d\lambda _{i,j}}{dA_{j}}}\right\}\right\}dt.}
La formulación integral del camino no agrega nada nuevo, pero sí permite el uso de herramientas de la teoría cuántica de campos; por ejemplo, métodos de grupo de perturbación y renormalización (si tienen sentido).

## Lectura recomendada
- W. T. Coffey (Trinity College, Dublin, Ireland) and Yu P. Kalmykov (Université de Perpignan, France, The Langevin Equation: With Applications to Stochastic Problems in Physics, Chemistry and Electrical Engineering (Third edition), World Scientific Series in Contemporary Chemical Physics - Vol 27.
- Reif, F. Fundamentals of Statistical and Thermal Physics, McGraw Hill New York, 1965. See section 15.5 Langevin Equation
- R. Friedrich, J. Peinke and Ch. Renner.  How to Quantify Deterministic and Random Influences on the Statistics of the Foreign Exchange Market, Phys. Rev. Lett. 84, 5224 - 5227 (2000)
- L.C.G. Rogers and D. Williams. Diffusions, Markov Processes, and Martingales, Cambridge Mathematical Library, Cambridge University Press, Cambridge,  reprint of 2nd (1994) edition, 2000.

- Datos: Q584537